# Laholms kommun
Laholms kommun är en kommun i Hallands län. Centralort är Laholm.
Södra delen av kommunen domineras av Hallandsåsen och kusten längs Laholmsbukten av ett sandvandringsområde. Barrskogar samt vidsträckta myr- och mossmarker dominerar Laholmsslätten som i öster till ett småkuperat landskap. 
Tillverkningsindustrin sysselsatte knappt en femtedel av den förvärvsarbetande befolkningen i början av 2020-talet. Den näst största näringsgrenen var jordbruket. 
Med undantag för enskilda år har befolkningstillväxten varit stabil ända sedan kommunen bildades 1971. Kommunen har huvudsakligen styrts av borgerliga partier.

## Administrativ historik
Kommunens område motsvarar socknarna Hasslöv, Hishult, Knäred, Laholm, Ränneslöv, Skummeslöv, Tjärby, Veinge, Våxtorp och Ysby. I dessa socknar bildades vid kommunreformen 1862 landskommuner med motsvarande namn. I området fanns också Laholms stad som 1863 bildade en stadskommun. 
Vid kommunreformen 1952 bildades i området ett antal storkommuner: Karup (av de tidigare kommunerna  Hasslöv, Skummeslöv och Östra Karup), Ränneslöv (av Ränneslöv och Ysby) samt Veinge (av Tjärby och Veinge). Laholms stad och landskommunerna Hishult, Knäred, Laholm och Våxtorp förblev opåverkade.
Laholms kommun bildades vid kommunreformen 1971 av Laholms stad, Laholms och Våxtorps landskommuner samt delar ur Karups landskommun (Hasslövs och Skummeslövs församlingar). 1974 införlivades kommunerna Hishult, Knäred, Ränneslöv och Veinge.
Kommunen ingick sedan bildandet till 1975 i Hallands södra tingsrätts domsaga och ingår sedan 1975 i Halmstads tingsrätts domsaga.

## Geografi
Kommunen ligger i sydligaste delen av landskapet Halland på gränsen mot såväl Skåne som Småland. Ån Lagan rinner genom kommunen i öst-västlig riktning. Den rinner ut i Laholmsbukten och Kattegatt i väster.
Laholms kommun gränsar i norr till Halmstads kommun i Hallands län, i öster till Ljungby kommun och Markaryds kommun i Kronobergs län samt i söder till Örkelljunga kommun, Ängelholms kommun och Båstads kommun i Skåne län, tidigare Kristianstads län.

### Topografi och hydrografi
Hallandsåsen dominerar södra delarna av kommunen. Dess norra sluttning utgörs av en förkastningsbrant med dalgångar, raviner och  mindre vattenfall. Uppe på åsen finns en platå med bokskogar, ljunghedar och kärrområden. Utmed Laholmsbukten finns Laholmsbuktens strand, en sandvandringskust med aktiva kustprocesser och mäktiga dynfält. Genom kommunen flyter ån Lagan vars mynning påverkats av sandvandringen.
Södra Laholm domineras av Hallandsåsen, vars nordsluttning är en förkastningsbrant med dalgångar och raviner samt mindre vattenfall. Bokskogar, ljunghedar och kärrområden karakteriserar platån uppe på åsen. Stranden utmed Laholmsbukten är en sandvandringskust med aktiva kustprocesser och mäktiga dynfält. Barrskogar samt vidsträckta myr- och mossmarker dominerar Laholmsslätten. Slätten övergår i öster till ett småkuperat landskap som därefter fortsätter i Småländska höglandet.
Nedan presenteras andelen av den totala ytan 2020 i kommunen jämfört med riket.
|  | Bebyggelse (6,5 %) |

|  | Skog (55,9 %) |

|  | Öppen myrmark (3,5 %) |

|  | Jordbruksmark (27,8 %) |

|  | Övrig mark (6,3 %) |

|  | Bebyggelse (3,1 %) |

|  | Skog (68,0 %) |

|  | Öppen myrmark (7,2 %) |

|  | Jordbruksmark (7,4 %) |

|  | Övrig mark (14,3 %) |

### Naturskydd
År 2023 fanns 40 naturreservat i Laholms kommun. Som exempel kan nämnas Hollandsbjär, ett område om åtta hektar som skyddade 1982. Främst utgörs området av ljunghed och det beskrivs av Länsstyrelsen i Hallands län som en "en av de mest värdefulla lokalerna" för nålginst. Ett annat exempel är Blåalt som består av 298 hektar. Reservatet bildades ursprungligen 1997 men utvidgades 2015. Främst består området av ädellövskog med 160 till 240 år gamla träd. I reservatet trivs många ovanliga mossar och lavar, exempelvis bokfjädermossa och bokkantlav.

### Administrativ indelning
Fram till 2016 var kommunen för befolkningsrapportering indelad i sju församlingar: 
- Hasslöv-Våxtorps församling
- Hishults församling
- Knäreds församling
- Laholms församling
- Ränneslöv-Ysby församling
- Skummeslövs församling
- Veinge-Tjärby församling

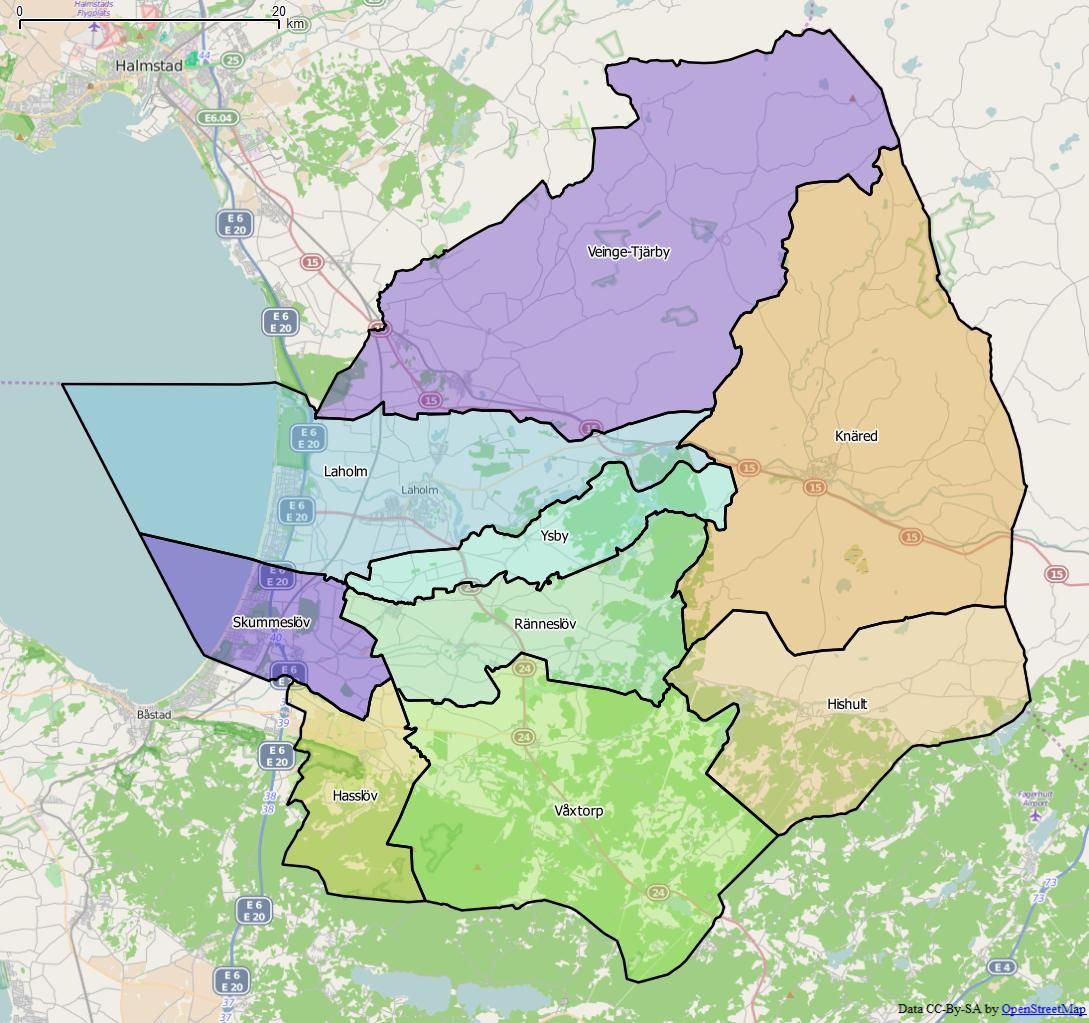
Distrikt inom Laholms kommun

Från 2016 indelas kommunen istället i nio  distrikt:

- Hasslöv
- Hishult
- Knäred
- Laholm
- Ränneslöv
- Skummeslöv
- Veinge-Tjärby
- Våxtorp
- Ysby

### Tätorter
Vid tätortsavgränsningen av Statistiska centralbyrån den 31 december 2015 fanns det 14 tätorter i Laholms kommun. 
| Nr | Tätort                | Folkmängd |
| -- | --------------------- | --------- |
| 1  | Laholm                | 6 798     |
| 2  | Mellbystrand          | 3 964     |
| 3  | Veinge                | 1 446     |
| 4  | Knäred                | 1 257     |
| 5  | Våxtorp               | 1 004     |
| 6  | Lilla Tjärby          | 941       |
| 7  | Vallberga             | 716       |
| 8  | Genevad               | 704       |
| 9  | Skottorp              | 549       |
| 10 | Ränneslöv             | 467       |
| 11 | Hishult               | 358       |
| 12 | Hasslöv               | 265       |
| 13 | Ysby                  | 258       |
| 14 | Östra Karup (del av*) | 2         |

Centralorten är i fet stil.
*Större delen av Östra Karup tillhör Båstads kommun.

## Styre och politik

### Styre
Efter valet 2018 styrs Laholms kommun av en "sexklöver" bestående av Centerpartiet, Moderaterna, Kristdemokraterna, Liberalerna, Miljöpartiet och det lokala Trygghetspartiet. Ett nytt styre tog form efter valet 2022 bestående av de fyra borgerliga partierna och Socialdemokraterna.
I Laholms kommun benämns kommunalråden kommunråd.
| År        | Partier | Partier | Partier | Partier | Partier | Partier |
| --------- | ------- | ------- | ------- | ------- | ------- | ------- |
| 1994–1998 | C       | M       | KD      | FP      | Ö1      |         |
| 1998–2002 | C       | M       | KD      |         |         |         |
| 2002–2006 | C       | M       | KD      | FP      |         |         |
| 2006–2010 | M       | C       | FP      | KD      |         |         |
| 2010–2014 | M       | C       | FP      | KD      |         |         |
| 2014–2018 | M       | C       | MP      | KD      | L       |         |
| 2018–2022 | C       | M       | KD      | L       | MP      | TP      |
| 2022–2026 | C       | S       | M       | KD      | L       |         |

1 "Ö" var Pensionärspartiet.

### Kommunfullmäktige

#### Presidium
| Presidium 2022–2026    | Presidium 2022–2026 | Presidium 2022–2026 |
| ---------------------- | ------------------- | ------------------- |
| Ordförande             | M                   | Kenneth Camitz      |
| Förste vice ordförande | C                   | Angeline Eriksson   |
| Andre vice ordförande  | MED                 | Pär-Åke Eriksson    |

#### Mandatfördelning 1970–2022
Största partiet i valen till kommunfullmäktige är Sverigedemokraterna sedan valet 2022. Tidigare har största parti varit Socialdemokraterna i valen 1994–2022 och 2014–2018, Moderaterna i valen 2006 och 2010 samt Centerpartiet i valen 1970–1991.

Samtliga åtta riksdagspartier finns representerade i Laholms kommunfullmäktige. Dessutom hade SPI Välfärden mandat från 1998 till 2018, Trygghetspartiet från 2018 till 2022 och Laholmspartiet sedan 2002. Sen valet 2018 finns även Medborgerlig samling representerat i kommunfullmäktige. Ny demokrati fanns representerade i Laholms kommunfullmäktige i valen 1991–1998 och i valen 1991 och 1994 invaldes även Pensionärspartiet.
| 14 | 18 | 4 | 5 |

| 32 | 9 |

| 14 | 26 | 3 | 6 |

| 41 | 8 |

|  | 13 | 25 | 4 | 6 |

| 37 | 12 |

|  | 14 | 20 | 5 | 9 |

| 37 | 12 |

|  | 15 |  | 19 | 2 |  | 10 |

| 34 | 15 |

| 2 | 14 |  | 15 | 4 |  | 12 |

| 34 | 15 |

| 2 | 15 | 3 | 15 | 4 |  | 9 |

| 35 | 14 |

| 2 | 12 | 2 |  | 3 | 13 | 3 | 3 | 10 |

| 33 | 16 |

| 2 | 15 | 3 | 2 |  | 13 | 2 | 2 | 9 |

| 29 | 20 |

| 3 | 13 | 2 | 3 |  | 11 | 2 | 4 | 10 |

| 30 | 19 |

| 2 | 13 | 2 | 2 |  | 13 | 4 | 4 | 8 |

| 29 | 20 |

| 2 | 10 |  |  |  | 2 | 9 | 3 | 2 | 10 |

| 26 | 15 |

|  | 9 | 2 |  | 3 | 2 | 7 | 2 |  | 13 |

| 22 | 19 |

|  | 10 | 3 | 2 | 5 |  | 7 |  | 2 | 9 |

| 24 | 17 |

|  | 8 |  | 7 | 3 |  | 2 | 7 | 2 | 2 | 7 |

| 24 | 17 |

|  | 8 |  | 8 |  | 4 | 6 | 2 | 3 | 7 |

| 23 | 18 |

### Nämnder

#### Kommunstyrelse
Totalt har kommunstyrelsen nio ledamöter, varav Socialdemokraterna, Moderaterna och Sverigedemokraterna har två vardera, medan Centerpartiet, Kristdemokraterna och Medborgerlig samling har en ledamot var.
| Presidium 2022–2026    | Presidium 2022–2026 | Presidium 2022–2026 |
| ---------------------- | ------------------- | ------------------- |
| Ordförande             | C                   | Ove Bengtsson       |
| Förste vice ordförande | S                   | Kjell Henriksson    |
| Andre vice ordförande  | SD                  | Peter Berndtson     |

#### Lista över kommunstyrelsens ordförande
| Namn | Namn                             | Tillträdde       | Avgick           |
| ---- | -------------------------------- | ---------------- | ---------------- |
|      | Jan Gustavsson (Centerpartiet)   | 1986             | 28 april 2005    |
|      | Erling Cronqvist (Centerpartiet) | 28 april 2005    | 31 december 2006 |
|      | Per Asklund (Moderaterna)        | 1 januari 2007   | 22 november 2011 |
|      | Thomas Jönsson (Moderaterna)     | 20 december 2011 | 31 december 2014 |
|      | Elisabet Babic (Moderaterna)     | 1 januari 2015   | 31 december 2018 |
|      | Erling Cronqvist (Centerpartiet) | 1 januari 2019   | 31 december 2022 |
|      | Ove Bengtsson (Centerpartiet)    | 1 januari 2023   |                  |

#### Övriga nämnder
| Nämnder 2022–2026            | Ordförande | Ordförande           | Förste vice ordförande | Förste vice ordförande | Andre vice ordförande | Andre vice ordförande |
| ---------------------------- | ---------- | -------------------- | ---------------------- | ---------------------- | --------------------- | --------------------- |
| Utbildningsnämnden           | C          | Åke Hantoft          | S                      | Bo Tengqvist           | SD                    | Anita Folden          |
| Kultur- och folkhälsonämnden | C          | Gudrun Pettersson    | S                      | Magnus Johansson       | –                     | Maryam Barkadehi      |
| Samhällsbyggnadsnämnden      | M          | Thor Gunnar Bjelland | S                      | Ove Bengtsson          | SD                    | Mikael Sandén         |
| Socialnämnden                | M          | Anita Fast           | S                      | Kristina Jönsson       | MED                   | Pär-Åke Eriksson      |
| Jävsnämnden                  | C          | Bernt Samuelsson     | SD                     | Helge Wigforss         |                       |                       |
| Valnämnden                   | C          | Ingela N Eriksson    | M                      | Ingrid Sjöberg         |                       |                       |

### Valresultat 2022
| Parti                            | Valdistrikt | Valdistrikt | Kommun  |
| Parti                            | Starkaste   | Andel       | Andel   |
| -------------------------------- | ----------- | ----------- | ------- |
| SD                               | Hishult     | 32,99 %     | 19,72 % |
| S                                | Laholm Ö    | 28,50 %     | 19,40 % |
| M                                | Skummeslöv  | 28,49 %     | 17,20 % |
| C                                | Våxtorp     | 27,15 %     | 13,95 % |
| MED                              | Laholm V    | 12,48 %     | 9,34 %  |
| KD                               | Ränneslöv   | 11,14 %     | 6,32 %  |
| L                                | Skummeslöv  | 8,78 %      | 4,84 %  |
| V                                | Tjärby      | 7,30 %      | 3,66 %  |
| LP                               | Hishult     | 4,49 %      | 3,02 %  |
| MP                               | Våxtorp     | 3,30 %      | 2,44 %  |
| Data hämtat från Valmyndigheten. |             |             |         |

Exklusive uppsamlingsdistrikt. Partier som fått mer än en procent av rösterna i minst ett valdistrikt redovisas.

## Ekonomi och infrastruktur

### Näringsliv
I början av 2020-talet sysselsatte tillverkningsindustrin knappt en femtedel av den yrkesverksamma befolkningen. Det var därmed den största näringsgrenen följt av jordbruket som sysselsatte cirka åtta procent av kommunens förvärvsarbetande. En av Europas modernaste laxodlingar finns i kommunen. Den ägs av Sydkrafts laxodling och bygger vidare på en lång tradition av laxodling i området. Bland de största företagen återfinns plastindustrin DIAB AB  och Specma AB som sysslar med hydraulik och centralsmörjning.

### Infrastruktur

#### Transporter
I nord-sydlig riktning löper E6 och Västkustbanan som trafikeras av Öresundståg med station i Laholm. Från nordväst mot öster genomkorsas kommunen av riksväg 15 och från väster mot sydöst av riksväg 24. Denna förbinds ytterligare med europavägen av länsväg 115 mot Båstad.

## Befolkning

### Demografi

#### Befolkningsutveckling
Kommunen har 26 572 invånare (31 mars 2025), vilket placerar den på 101:a plats avseende folkmängd bland Sveriges kommuner.
| Befolkningsutvecklingen i Laholms kommun 1970–2020 | Befolkningsutvecklingen i Laholms kommun 1970–2020 | Befolkningsutvecklingen i Laholms kommun 1970–2020 | Befolkningsutvecklingen i Laholms kommun 1970–2020 | Befolkningsutvecklingen i Laholms kommun 1970–2020 |
| -------------------------------------------------- | -------------------------------------------------- | -------------------------------------------------- | -------------------------------------------------- | -------------------------------------------------- |
|                                                    |                                                    |                                                    |                                                    |                                                    |
| År                                                 |                                                    |                                                    | Folkmängd                                          |                                                    |
| 1970                                               | 1970                                               |                                                    | 18 683                                             |                                                    |
| 1975                                               | 1975                                               |                                                    | 19 830                                             |                                                    |
| 1980                                               | 1980                                               |                                                    | 21 059                                             |                                                    |
| 1985                                               | 1985                                               |                                                    | 21 462                                             |                                                    |
| 1990                                               | 1990                                               |                                                    | 22 661                                             |                                                    |
| 1995                                               | 1995                                               |                                                    | 23 120                                             |                                                    |
| 2000                                               | 2000                                               |                                                    | 22 747                                             |                                                    |
| 2005                                               | 2005                                               |                                                    | 23 037                                             |                                                    |
| 2010                                               | 2010                                               |                                                    | 23 390                                             |                                                    |
| 2015                                               | 2015                                               |                                                    | 24 195                                             |                                                    |
| 2020                                               | 2020                                               |                                                    | 25 967                                             |                                                    |

## Kultur

### Kulturarv
Området som utgör Laholms kommun har en lång tradition av keramiktillverkning och krukmakarverkstäder. Detta kan härledas till de geografiska förutsättningarna där Lagan gav lera, ved och handelsplatser och således gav möjligheter för att etablera och utveckla relaterad verksamhet. Under 1900-talet industrialiserades keramiktillverkningen genom Firma Laholms Keramik (1946-85) och Jani-keramik (1950-70). Även om dessa verksamheter lagts ner tillverkades keramik fortsatt i området per 2018.

### Kommunvapen
Blasonering: I blått fält tre bjälkvis över varandra ställda laxar av silver med röd beväring, därest sådan skall komma till användning.
Fiskarna kommer redan på de äldsta kända stadssigillet från 1300-talet. Deras ställning har dock varierat. På 1300-talssigillet är fiskarna bjälkvist ställda över varandra vågrätt med fiskarna vänsterställda. Under 1500-talet var fiskarna lodrätt stolpvis ställda, den mellersta fisken vänd uppåt, de båda yttre nedåt. Senare tiders sigill återger vanligen fiskarna högerställda. När vapnet 1940 skulle fastställas av Kungl. Maj:t definierades de som laxar. Magistraten i Laholm hade framfört önskemål om att fiskarna i sin helhet skulle vara silverfärgade för att mer likna verkliga laxar, men Riksheraldikerämbetet avslog förlaget då det ansågs inte följa heraldiska regler. Efter kommunbildningen registrerades vapnet för Laholms kommun i PRV år 1974. Två andra vapen, från 1960-talet, fanns inom kommunens område.
Engelska distriktet Kingston upon Thames i London har ett nästan identiska vapen.

Ränneslövs landskommun (1971–1973)
Våxtorps landskommun (1968–1970)